# Nannoscincus koniambo
Espèce
Nannoscincus koniambo est une espèce de sauriens de la famille des Scincidae.

## Répartition
Cette espèce est endémique de Nouvelle-Calédonie. Elle se rencontre sur le massif de Koniambo.

## Étymologie
Son nom d'espèce lui a été donné en référence à son lieu de découverte, le massif de Koniambo.

## Publication originale
- Sadlier, Bauer, Wood, Smith, Whitaker & Jackman, 2014 : Cryptic speciation in the New Caledonian lizard genus Nannoscincus (Reptilia: Scincidae) including the description of a new species and recognition of Nannoscincus fuscus Gunther. Memoires du Museum National d'Histoire Naturelle, vol. 206, p. 45-68.